# 瓦爾德內克湖

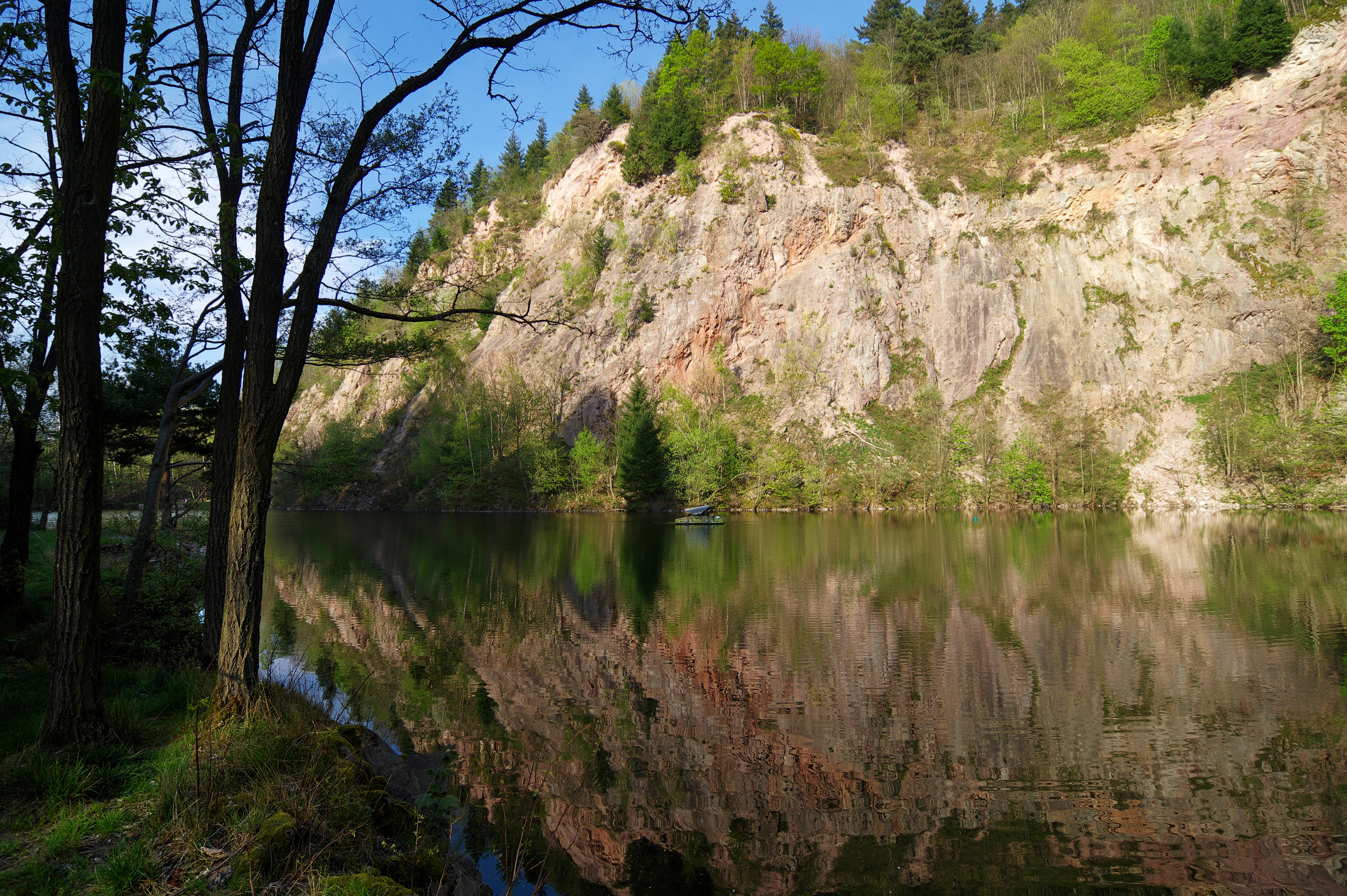

48°44′16″N 8°12′33″E / 48.737721°N 8.209182°E
瓦爾德內克湖（德語：Waldenecksee），是德國的湖泊，位於該國西南部，由巴登-符騰堡州負責管轄，處於辛茨海姆，長0.2公里、寬0.1公里，面積0.01平方公里，海拔高度320米。